# Иван Попов (актьор)
Вижте пояснителната страница за други личности с името Иван Попов.
Иван Петров Попов е български актьор, режисьор и историограф на българския театър.

## Биография
Роден е на 10 септември 1865 г. в Карлово в семейството на карловски търговец и читалищен деец, активен участник в борбата за самостоятелна българска църква и в движението за новобългарска просвета, посечен от турците през Страшното от 1877 г. Няколко месеца по-късно умира от тифус и майката на Иван Попов.
Един от основоположниците на професионалния театър в България.
Като работник в печатницата на Христо Г. Данов в Пловдив той се включва в театралната трупа на работниците от печатарското дружество и участва в първото ѝ представление на 8 декември 1884 г. Участва като доброволец в Сръбско-българската война през 1885 г. Заедно с Н. Краварев, Васил Кирков, Ш. Попова и др. Постъпва в Пловдивската любителска театрална трупа (1882-1885), която след успешно турне в София е поканена да остане постоянно в столицата и през 1888 г. от ядрото ѝ се създава софийският театър „Основа“ (1888-1891).
По-късно Иван Попов участва в театрална трупа „Сълза и смях“. През 1901–1902 г. той е изпратен от МНП на специализация в Москва и Петербург и след завръщането си в България става актьор, помощник-режисьор и режисьор на пътуваща трупа в Народния театър от основаването му през 1904 г. до 1924 г., когато е уволнен като „творец с изчерпани възможности“, въпреки че само година преди това, през 1923 г., му е възложено да режисира юбилейното представление на Народния театър.
Работи в Русенски градски театър (1925-1926). От (1926-1931) Иван Попов работи в съставите на различни пътуващи театрални трупи, а след това окончателно прекратява сценичните си изяви и се заема с написването на обстойно проучване на историята на българския театър, което излиза в 5 тома през 1939–1960 г. под заглавието „Миналото на българския театър“. Този капитален труд и цялостната му театрална дейност му донасят заслужено признание и през 1947 г. е обявен за народен артист, а през 1965 г. по случай своята 100-годишнина става герой на социалистическия труд и носител на ордена „Георги Димитров“ за трети път.
Освен голям творец, Иван Попов е активен общественик, който дълги години и десетилетия оглавява дружеството на карловците, живеещи в София. По-късно става член на народния комитет „Васил Левски“ в София основан през 1923 г. със задача да събере и издаде документалното наследство на Васил Левски и да способства за написване на негова биография. През 1933 г. Иван Попов участва в учредяването на комитета за възстановяване на родната къща на Левски в Карлово, а през 1934 г. е един от създателите на инициативен комитет за увековечаване живота и делото на д-р Иван Богоров в София.
Умира на 11 февруари 1966 г. в София ненавършил 101 години. По време на активната му сценична дейност създава над 300 запомнящи се роли в театъра, а заедно с племенницата си Елена Снежина участва в заснемането на първите български филми: „Дяволът в София“ и „Под старото небе“. Днес на мястото на родната му къща в началото на ул. „Евлоги Георгиев“ (под гимназията) е поставена паметна плоча.

## Награди и отличия
- Народен артист (1947).
- Орден „Георги Димитров“.
- Орден „Георги Димитров“.
- Орден „Георги Димитров“ (1965).
- Герой на социалистическия труд (1965).

## Филмография
| Година | Филми и Сериали     | Копродукции         | Роля                |
| ------ | ------------------- | ------------------- | ------------------- |
| 1941   | Стойне у костенурка |                     | фелдфебелът         |
| 1937   | Страхил войвода     | България / Германия |                     |
| 1936   | Грамада             |                     |                     |
| 1930   | Под орловото гнездо |                     |                     |
| 1922   | Под старото небе    |                     | дядо Станко         |
| 1921   | Дяволът в София     |                     | Григорий, неин баща |